# Deltocephalus ecchelii
Deltocephalus ecchelii är en insektsart som beskrevs av Ferrari 1892. Deltocephalus ecchelii ingår i släktet Deltocephalus och familjen dvärgstritar. Inga underarter finns listade i Catalogue of Life.